# Mwai Kibaki
"Emilio Stanley" Mwai Kibaki   (Gatuyaini, 15 de novembre de 1931 - Nairobi, 21 d'abril de 2022), economista i polític, fou el tercer president de Kenya. Polític de llarga experiència, va ser diputat des de la independència del seu país, i ministre als governs dels dos primers presidents de Kenya, Jomo Kenyatta i Daniel arap Moi. Després de l'establiment d'un sistema multipartidista a Kenya l'any 1991, Kibaki va abandonar el partit governant, KANU, per formar un nou partit, el Partit Democràtic, que va liderar des de llavors. L'any 2002, va guanyar les terceres eleccions presidencials democràtiques, succeint a Daniel arap Moi com a tercer president de Kenya.
El 13 d'abril de 2013 va cedir la presidència del seu país a Uhuru Kenyatta degut al desgast que havia patit. Així, va posar fi a la seva vida de 50 anys de servei públic.